# Чарлз Корнеліус
Чарлз Корнеліус (27 жовтня 1945) — індійський хокеїст на траві.
Бронзовий призер Олімпійських Ігор 1972 року.
Срібний призер Азійських ігор 1970 року.
Срібний призер Чемпіонату світу 1973 року, бронзовий призер 1971 року.